# Chaghalvandī
Chaghalvandī (persiska: چغلوندی) är en ort i Iran.   Den ligger i provinsen Lorestan, i den västra delen av landet, 300 km sydväst om huvudstaden Teheran. Chaghalvandī ligger 1 659 meter över havet och antalet invånare är 1 544.
Terrängen runt Chaghalvandī är huvudsakligen kuperad, men västerut är den bergig.Runt Chaghalvandī är det ganska tätbefolkat, med 72 invånare per kvadratkilometer. Chaghalvandī är det största samhället i trakten. Omgivningarna runt Chaghalvandī är i huvudsak ett öppet busklandskap.